# الأسلحة والتكتيكات الخاصة الاتحادية
الأسلحة والتكتيكات الخاصة الاتحادية (بالإنجليزية: FBI Special Weapons and Tactics Teams) هي فرقة أسلحة وتكتيكات خاصة مُختصَّة بمكتب التحقيق الاتحادي. تُدرَّب هذه الفرقة خصِّيصًا للتدخل في الأحداث ذات المخاطر العالية كحالات احتجاز الرهائن. تتواجد فرقة الأسلحة والتكتيكات الخاصة الاتحادية في 56 مكتبًا ميدانيًّا ويتواجد في كل مكتب قرابة 42 فردًا. وتُضمَّن الفرقة ضمن عملية عند وجود مشكلة واسعة النطاق لا يمكن لمنفذي القوانين المحلية التعامل معها، وتحضر الفرقة من المكتب الميداني المحلي، وكذلك من خارج المنطقة المحلية، وقد تُرسَل الفرقة لمساعدة السلطات المحلية.

## القواعد المُتَّبعة لتضمين الفرقة
عمليات فرقة الأسلحة والتكتيكات الخاصة الاتحادية شديدة التنوع، ويمكن استخدامها في مختلف أنواع العمليات.

### أمثلة
- الاعتقال في حالة الاعتداءات عالية المخاطر (كاعتداءات الأسلحة وما شابه).
- إنقاذ الرهائن.
- إيقاف السيارات.
- مكافحة الإرهاب.
- العمليات البحرية.
- الاعتداءات المحصورة (كاعتداءات الطائرات والقطارات والحافلات وغيرها).
- اعتداءات المعاقل (الهياكل التي تتطلب معدات اختراق متخصصة، لا يكن لمنفذي القوانين المحلية تنفيذها).
- تتبع الهاربين (في البيئات الريفية).
- العمليات في بيئات أسلحة الدمار الشامل.
- حماية الأعيان.
- تنسيق الخدمات متعددة المواقع.
- عمليات مسح لمواقع أحداث الظهور البارز.
- اختطاف الطائرات.
- عمليات القنص المتخصصة.[2][4]

## الاستخدام
ثمة عوامل عديدة لاستخدام فرقة الأسلحة والتكتيكات الخاصة الاتحادية، بعض هذه العوامل هي:
- احتمال أعمال العنف.
- الخطر المحتمل على منفذي القوانين وعلى العامة.
- مذكرة خدمات موقعية ومتطلبات القضية.[4][وصلة مكسورة]